# Bollstedt
Bollstedt ist ein am linken Ufer der Unstrut (Flusskilometer 28) gelegener Ortsteil der Stadt Mühlhausen/Thüringen im nordwestthüringischen Unstrut-Hainich-Kreis.

## Geographie

### Lage
Der Ort liegt in der bis zu zwei Kilometer breiten Unstrutaue zwischen Mühlhausen/Thüringen und Bad Langensalza und ist eingebettet in das flachwellige Innerthüringer Ackerhügelland. Der niedrigste Punkt des Ortes liegt bei 182 m ü. NN im Unstruttal, der höchste bei 249 m ü. NN auf dem Weinberg im Norden. Die Ortslage wird im Westen von der begradigten und beidseitig eingedämmten Unstrut begrenzt und ist kaum einsehbar, da der Dammfuß mit einer dichten Reihe von Pyramidenpappeln bepflanzt ist.
Wald befindet sich nur am Breiten Berg bzw. an der benachbarten Wachkuppe, wo im ausgehenden 19. Jahrhundert Schaftriften mit Nadelhölzern aufgeforstet wurden.

### Geologie
Die Geologie der Unstrutaue wird geprägt von Auelehmen. Die Hügel Weinberg im Norden, Breiter Berg im Osten und Roter Berg im Südosten sind durch die Tone, Mergel und Sandsteine des Mittleren Keuper geprägt, denen mehrere Meter mächtige Geschiebelehme und Löss aufgelagert sind.

## Geschichte

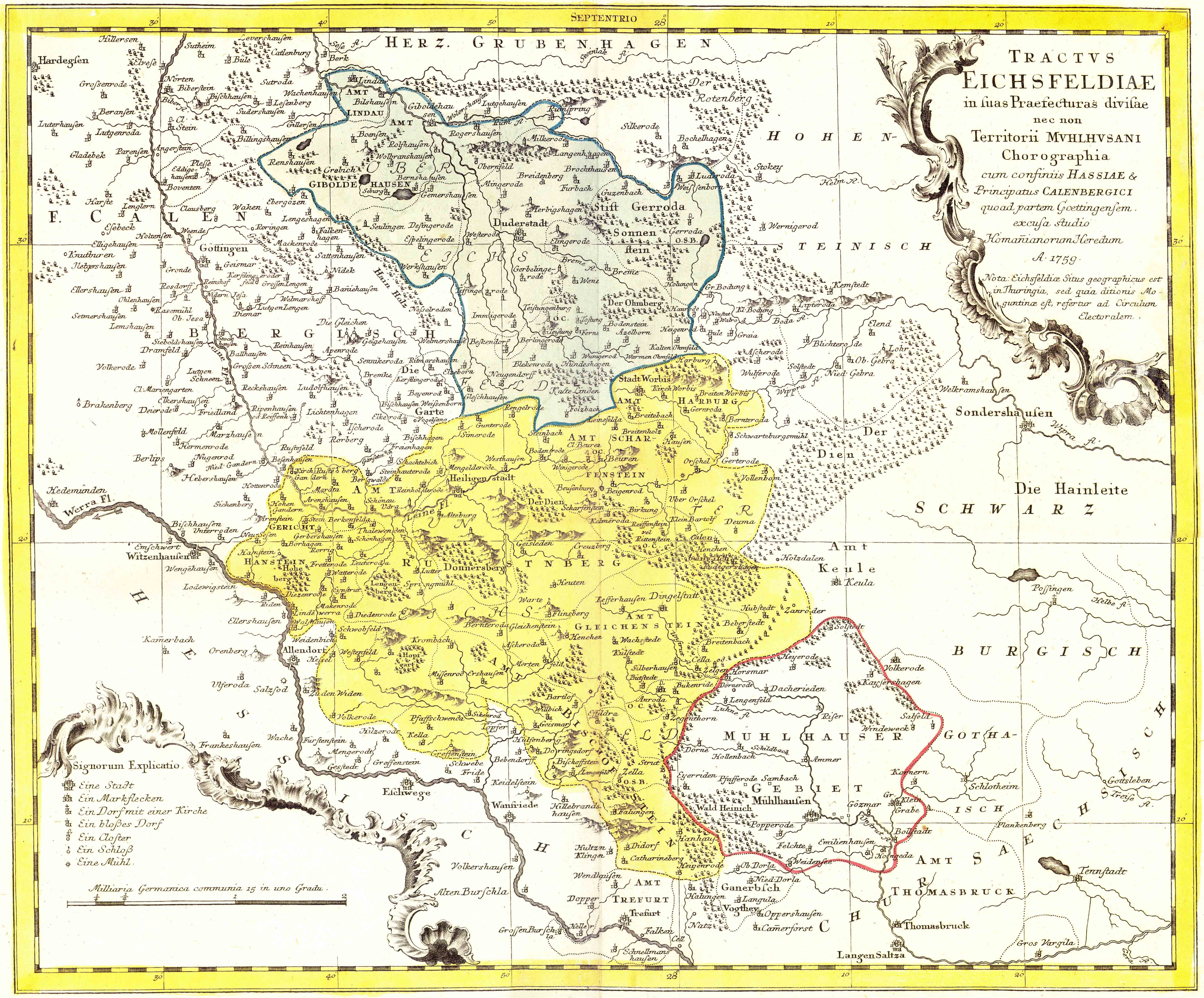
Das Eichsfeld und das Gebiet der Freien und Reichsstadt Mühlhausen mit Bollstadt (Bollstedt) um 1759 (Die Karte enthält einige Fehler: siehe Kartenbeschreibung auf Commons)

Der Ort Bollstedt wurde erstmals 876 n. Chr. erwähnt. Am 4. Juni 1300 verkaufte Landgraf Friedrich zu Thüringen das Dorf zusammen mit Grabe und Höngeda der Reichsstadt Mühlhausen. 1565 zählte man in Bollstedt 88 Mann Bevölkerung.
1802 fiel Bollstedt zusammen mit Mühlhausen an das Königreich Preußen, von 1807 bis 1813 an das von Napoleon geschaffene Königreich Westphalen (Kanton Dachrieden) und wurde nach dem Wiener Kongress 1816 dem Landkreis Mühlhausen in der preußischen Provinz Sachsen zugeordnet.
Am 30. Juni 1994 wurde Bollstedt Teil der neu geschaffenen Gemeinde Weinbergen. Seit dem 1. Januar 2019 ist es, durch den Beitritt der Gemeinde Weinbergen zur Stadt Mühlhausen, ein Ortsteil dieser Stadt.

## Wappen
Das Wappen symbolisiert ein Frühlings-Adonisröschen, wie es an den Keuperhügeln im Norden und Osten von Bollstedt im zeitigen Frühjahr zur Blüte kommt. Der grüne Hintergrund steht für die grasgrüne Unstrutaue, das Blau für den Himmel, die Kreise für die Strohballen, die die weite Ackerhügellandschaft nach der Getreideernte prägen.

## Wirtschaft
Bollstedt ist mehrheitlich landwirtschaftlich geprägt. Einer der größten Arbeitgeber ist die ortsansässige Agrargenossenschaft Bollstedt. Südlich des Ortes werden die am Roten Berg abgebauten Keuper- und Löss-Lehme im Werk der Wienerberger Ziegelindustrie verarbeitet.

## Verkehr
Der Ort ist über Landstraßen zweiter Ordnung mit der B 247 und der Bundesstraße 249 verbunden. Am Weinberg im Norden befindet sich ein Flugplatz. Am Nordwestrand des Ortes verläuft die Trasse der stillgelegten Bahnstrecke Ebeleben–Mühlhausen mit dem ehemaligen Haltepunkt Bollstedt. Die Gleise und Brücken wurden 2007 abgebaut.
Bollstedt (Gemeindeschänke) ist Endhaltestelle der Buslinie 5 des Stadtbusverkehrs Mühlhausen. Bollstedt ist dadurch an den ÖPNV der Regionalbus GmbH angeschlossen.

## Kultur und Sehenswürdigkeiten

### Kunstprojekte
Der Bollstedter Maler Siegfried Böhning ist Gründungsmitglied des Mühlhäuser Vereins Kunstwestthüringer und hat im Ort die Kunstprojekte “ZEITBRÜCKEN” (1992), “AUSZEIT” (1993) und “ZEIT–LOS” (1994) begründet, zu dem weitere deutsche und internationale Künstler ihre vergänglichen Kunstobjekte im Landschaftsraum beisteuerten.

### Bauwerke

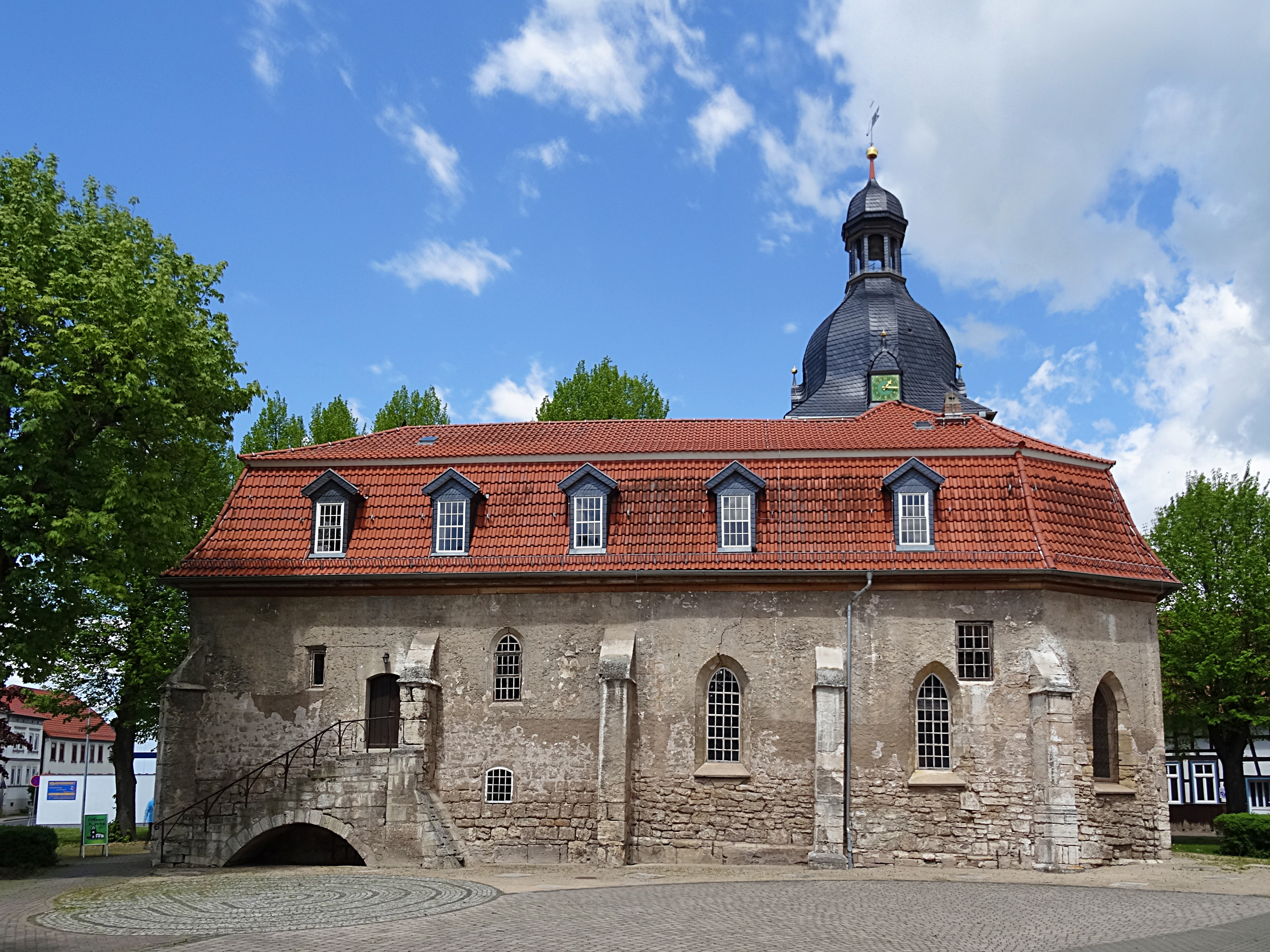
Kirche St. Bonifatius in Bollstedt

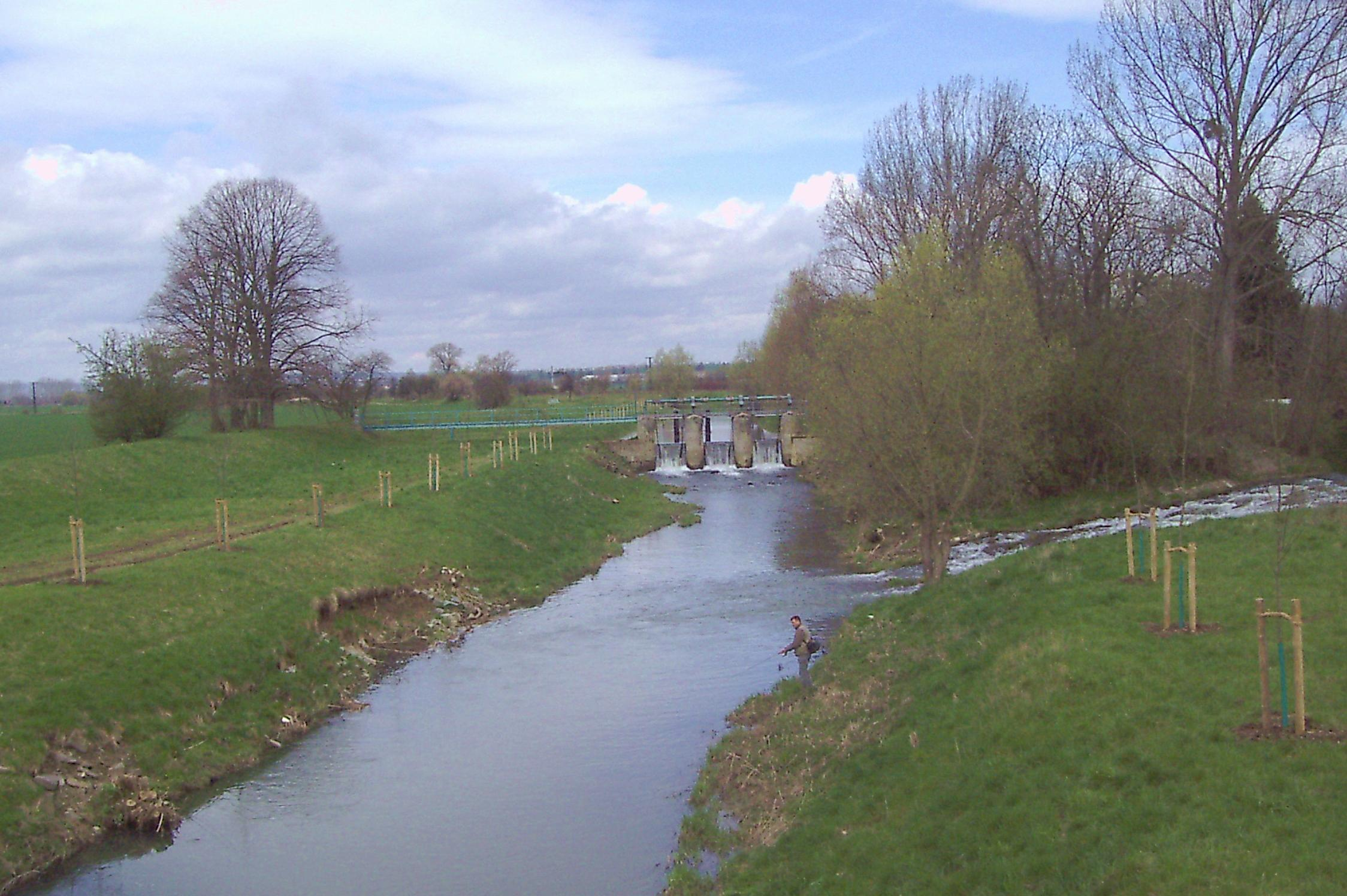
An der Unstrut bei Bollstedt, von rechts mündet der Überlauf des Mühlgrabens.

Die St.-Bonifatius-Kirche befindet sich in der Ortsmitte, umgeben vom Kirchhof, der einst ein Friedhof war. Die ursprünglich dem Heiligen Nikolaus geweihte mittelalterliche Vorgängerkirche wurde im Dreißigjährigen Krieg zerstört und abgetragen, in der zweiten Hälfte des 17. Jahrhunderts erfolgte der Neubau im gotischen Stil als Saalbau mit Mansarddach. Die letzte Sanierung des Gotteshauses erfolgte 2001 mit Unterstützung der Deutschen Stiftung Denkmalschutz. Die Bollstedter Kirchgemeinde gehört heute zum Kirchenkreis Mühlhausen in der Evangelischen Kirche Mitteldeutschland.

### Ortsbild
Um den Dorfanger im Osten, einem breiten, langgezogenen Straßenzug, und den Kirchanger im Westen gruppieren sich zahlreiche Bauernhöfe. Die Wohnhäuser sind meist verputzte Fachwerkbauten. Im Süden schließt sich ein Straßenzug mit Kleinbauernhäusern an – das sogenannte Neue Dorf. Die Ortslage wurde durch Neubauten, überwiegend aus Einfamilienhäusern im Norden und Nordosten vergrößert. Dort wurde auch die Gemeindeverwaltung und ein Sportplatz gebaut. Der neue Friedhof befindet sich im äußersten Nordosten des Dorfes.

### Flurdenkmale
Am östlichen Ortsrand befindet sich neben einer Brücke am alten Weg nach Bothenheilingen ein historischer Wegweiser, der „Vogteier Hut“ und am angrenzenden Graben steht ein spätmittelalterliches Steinkreuz. Außerdem stehen auf dem Unstrutdamm und seinem Zufluss vier Verbotssteine aus den Jahren 1861–1863.

## Persönlichkeiten
- Volker Böhning (* 4. Juli 1948 in Bollstedt), Agrarwissenschaftler, Jäger und Verwaltungsbeamter
- Eike Kopf (* 1940 in Bollstedt), Philosoph

## Sonstiges
Als Zeugnisse eines derben Volkshumors bildeten sich bereits vor Jahrhunderten Besonderheiten des jeweiligen Dorfes charakterisierende Neck- und Spitznamen heraus. Demnach lebten hier im Ort die Bollstedter Anisköppe – Bollstedter Anisköpfe, von dem im Ort verbreiteten Anisanbau hergeleitet.